# 科阿佐洛
科阿佐洛（義大利語：Coazzolo），是意大利阿斯蒂省的一个市镇。总面积4.12平方公里，人口320人，人口密度77.7人/平方公里（2009年）。ISTAT代码为005041。